# قصبة بن لحسن (أولاد بنعيسى الفوقانية)
قصبة بن لحسن هو دُوَّار يقع بجماعة عرب صباح زيز، إقليم الرشيدية، جهة درعة تافيلالت في المملكة المغربية. ينتمي الدوّار لمشيخة أولاد بنعيسى الفوقانية التي تضم 9 دواوير. يقدر عدد سكانه بـ 334 نسمة حسب الإحصاء الرسمي للسكان والسكنى لسنة 2004.

## روابط خارجية
- البوابة الوطنية للجماعات الترابية نسخة محفوظة 12 مارس 2018 على موقع واي باك مشين.
- المندوبية السامية للتخطيط